# Dialetto francone meridionale
Il fràncone meridionale (in tedesco: Südfränkisch), noto anche come fràncone renano meridionale (Süd-Rheinfränkisch) è un insieme di dialetti alto-tedeschi parlati principalmente nel nord-ovest del Land tedesco del Baden-Württemberg, oltre che in alcuni comuni delle limitrofe Renania-Palatinato, Baviera e Assia e nella porzione più settentrionale della regione francese dell'Alsazia. Contraddistinto da caratteri di transizione tra i vicini gruppi francone renano, alemanno e francone orientale che ne rendono difficile l'esatta classificazione, il francone meridionale è il gruppo dialettale tedesco con il minor numero di locutori.

## Denominazione
Non avendo una specifica regione storica o amministrativa autonoma con cui identificarsi e trovandosi anzi nell'area di confine tra importanti regioni etnolinguistiche dalle identità maggiormente definite e dalla forte influenza culturale (ossia il Palatinato, la Svevia e la Franconia), i locutori delle varietà franconi meridionali non hanno mai sviluppato un'identità propria comune né per se stessi né per la propria lingua.
Pur basandosi infatti sulla sua appartenenza al macro-gruppo parafiletico delle lingue franconi, il nome "francone meridionale" è di origine puramente accademica e non trova riscontro nella locale realtà quotidiana. La maggior parte dei locutori di questo dialetto tende invece a identificare il proprio idioma sulla base della regione amministrativa o storica di appartenenza, asserendo quindi di parlare "svevo" o "palatino" o, tuttalpiù, "badenese" (dalla regione storica del Baden, che però occupa un'area ben più vasta di quella francone meridionale), e difficilmente utilizzerebbero per descriverlo il termine "francone", che nell'immaginario collettivo tedesco è riservato alla lingua della vicina regione storica della Franconia bavarese (per la quale, dal punto di vista linguistico, sarebbe però più corretto parlare di "francone orientale").

## Diffusione

### In Germania
Le varietà del francone meridionale propriamente detto si concentrano perlopiù nella regione nordoccidentale del Baden-Württemberg, occupando nello specifico, in tutto o in parte, i circondari di Heilbronn, Karlsruhe, Enz, Neckar-Odenwald, Rastatt e Reno-Neckar. Se si includono nel computo anche le varietà di transizione verso gli altri gruppi dialettali limitrofi (spesso classificate come parte di questi ultimi), il francone meridionale arriva a estendersi anche nei circondari di Calw, Hohenlohe, Meno-Tauber, Ludwigsburg, Rems-Murr e Schwäbisch Hall, nonché nei circondari di Germersheim e Weinstraße Meridionale (in Renania-Palatinato), di Bergstraße e Odenwald (in Assia) e di Miltenberg (in Baviera). 

### In Alsazia

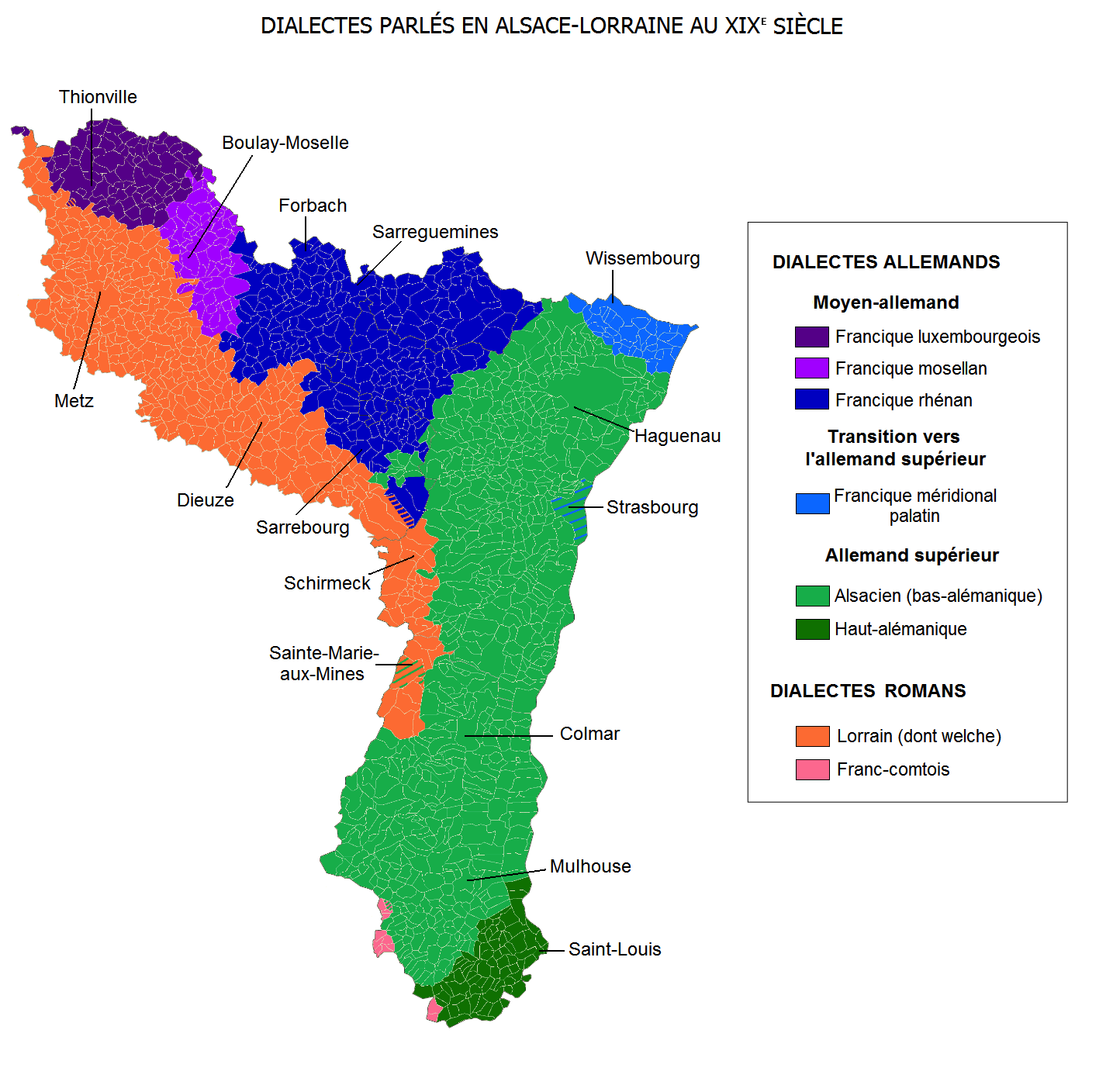
Dialetti in Alsazia-Lorena nel XIX secolo (in celeste il francone meridionale)

In Alsazia il francone meridionale occupa solo l'estremità più settentrionale della regione, una piccola area a nord del Seltzbach nota come Outre-Forêt. Un tempo probabilmente più diffuse, le varietà di questo gruppo dialettale hanno progressivamente perso terreno a favore del più prestigioso e più diffuso alsaziano (facente parte del basso alemanno), che ha esercitato una forte influenza anche sui dialetti franconi meridionali superstiti, a eccezione del dialetto di Mothern che ha conservato le sue caratteristiche più arcaiche, tanto che gli abitanti di questo comune, almeno nelle generazioni più anziane, mantengono una quasi perfetta intercomprensione con i locutori del francone meridionale al di là del Reno.
Come tutti i dialetti tedeschi parlati in Francia, il francone meridionale è in forte regressione, specialmente tra le generazioni più giovani, a causa della pressione esercitata dalla lingua francese, unica lingua utilizzata nell'amministrazione pubblica e nell'istruzione.

#### Il dialetto strasburghese
Menzione particolare merita inoltre il dialetto della città di Strasburgo: il tradizionale vernacolo cittadino infatti, pur essendo classificato come pienamente alemanno, si differenzia in maniera notevole da quelli della campagna circostante poiché presenta un forte substrato di origine francone, ascrivibile in particolare al gruppo francone meridionale. Quando infatti i Merovingi sottomisero gli Alamanni nell'VIII secolo e ne eliminarono i vertici nella strage di Cannstatt, una nuova élite franca proveniente dai territori del medio corso del Reno si installò nella città alsaziana portando con sé la propria lingua. Nel corso dei secoli questa si "alemannizzò" progressivamente grazie all'influsso delle parlate dei territori circostanti, ma si mantenne sempre chiaramente distinta da queste ultime. Ciò renderebbe quindi il dialetto strasburghese de facto una forma di transizione tra il basso-alemanno e il francone meridionale. Tuttavia questo idioma è oggi sostanzialmente estinto, totalmente rimpiazzato, come in tutte le altre maggiori realtà urbane della regione, dal moderno francese standard.

### In Europa orientale
Tra i coloni tedeschi stabilitisi nell'Impero russo tra il XVIII e il XIX secolo ve ne erano alcuni provenienti anche dalle regioni di lingua francone meridionale e ancora durante il periodo interbellico è riportata l'esistenza in varie zone dell'Unione Sovietica occidentale, specialmente nei dintorni delle città di Melitopol', Leningrado e Voronež, di comunità originarie sia dell'Alsazia che del Baden che ancora utilizzavano una variante del loro idioma nativo. Queste comunità sono tuttavia state disperse a seguito del secondo conflitto mondiale.

## Francone meridionale antico

### Ruolo nel rinascimento carolingio

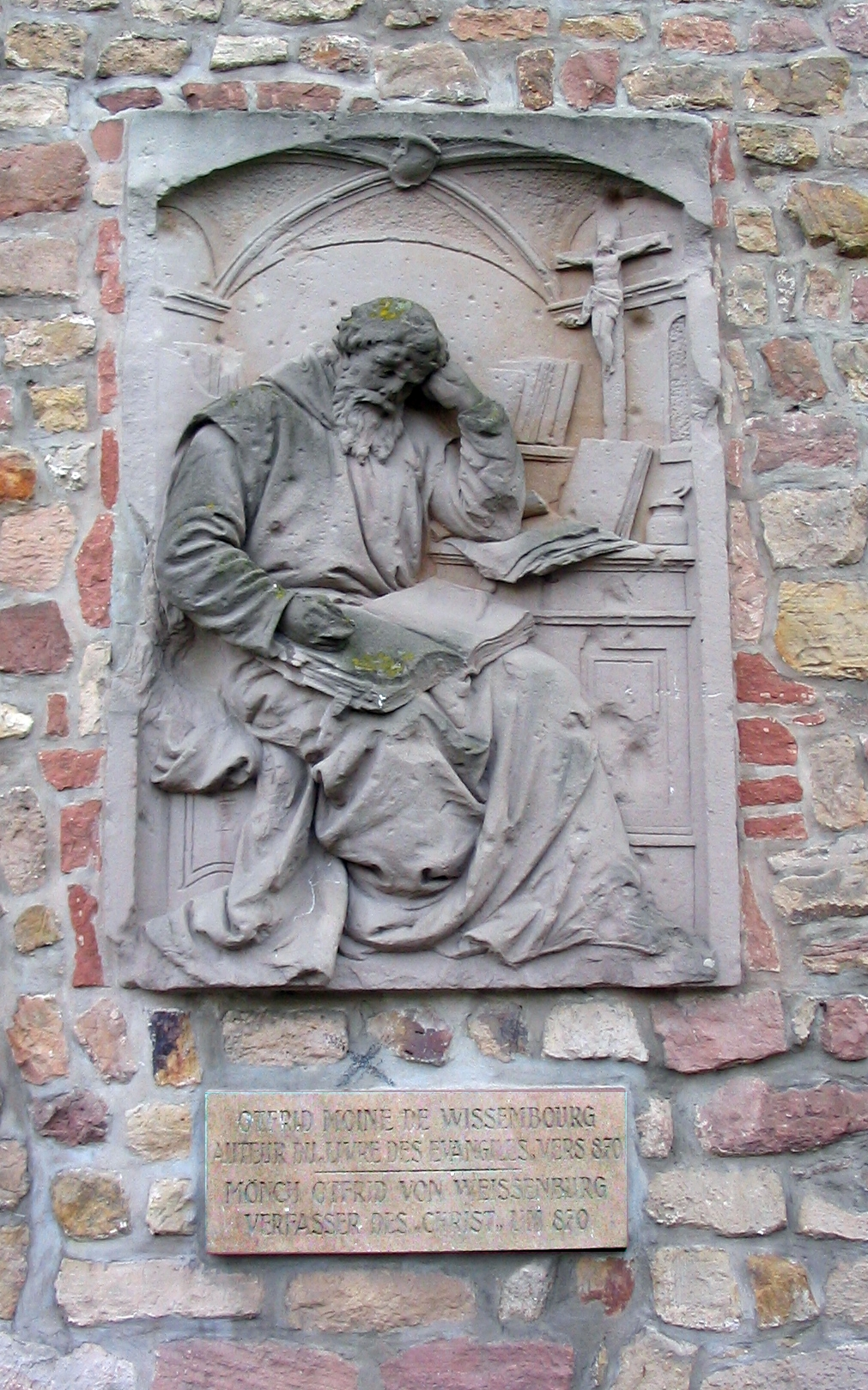
Bassorilievo commemorativo di Otfrid di Weissenburg a Wissembourg, Alsazia

Il sottogruppo francone meridionale fu una delle varietà più prominenti dell'alto tedesco antico nelle prime opere del cosiddetto rinascimento carolingio, quando fu fatto un primo tentativo di creare una lingua letteraria tedesca unificata sulla base del francone antico (Frenskisg) denominata "diutisk" (theotisca in latino).
Grazie infatti alle molte prestigiose abbazie della regione e ai loro scriptoria, numerose furono le opere prodotte nella lingua vernacolare locale. Otfrid di Weissenburg, monaco dell'abbazia di Wissembourg del IX secolo, tradizionalmente considerato il primo poeta in lingua alto-tedesca, scrisse la sua opera più importante, l'Evangelienbuch (un compendio in versi del racconto evangelico), in francone meridionale antico, rendendolo uno dei pochi dialetti tedeschi a poter vantare un'attestazione così antica.

#### Opere in francone meridionale antico
Le opere di seguito elencate furono scritte in tutto o in parte nella lingua francone meridionale antica:
- Vita di Isidoro di Siviglia, Lorena, VIII secolo (scritto in parte in bavarese antico)
- Frammenti di Mondsee (MF Mondsee(-Wiener)-Fragmente), Lorena, VIII secolo (scritto in parte in bavarese antico)
- Catechismo di Wissembourg (WK Weißenburger Katechismus), Worms, VIII secolo
- Otfrid di Weissenburg, Libro dei Vangeli (Evangelienbuch), Wissembourg, IX secolo
- Confessioni palatine (PfB Pfälzer Beichte), Wissembourg, X secolo
- Confessioni di Reichenau (RB Reichenauer Beichte), X secolo
- Cantici franconi renani (RhC Rheinfränkische Cantica), X secolo (scritto in parte in francone ripuario)

## Caratteristiche

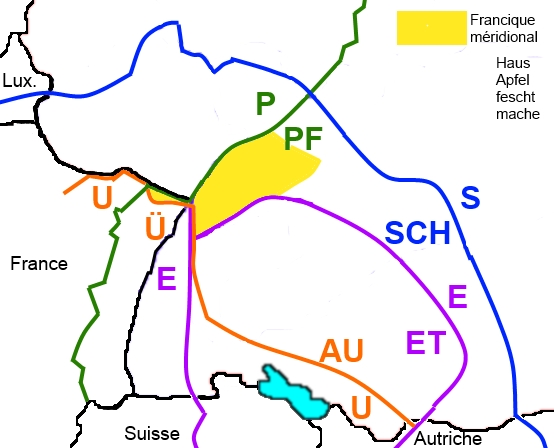
Isoglosse che interessano il francone meridionale (indicato in giallo)

I dialetti franconi meridionali confinano a nord-ovest con il tedesco palatino (e in minima parte con l'assiano), a est con il francone orientale, a sud con lo svevo e a sud-ovest con il basso alemanno e condividono parte delle proprie caratteristiche con ciascuno di questi macro-gruppi dialettali.

### Isoglosse principali
Tradizionalmente i sottogruppi dialettali tedeschi vengono definiti sulla base delle principali isoglosse, sia fonetiche che grammaticali, che attraversano le regioni germanofone. Per definire il francone meridionale vengono prese in considerazione l'isoglossa grammaticale E/ET, riguardante le forme plurali dell'indicativo, e le isoglosse fonetiche U/AU, SCH/S e P/PF.
1. Il francone meridionale si trova a nord della linea mähe-mähet (parola che significa "fare" nelle persone plurali dell'indicativo presente), cosa che lo distingue nettamente dallo svevo e lo accomuna invece al resto dei suoi vicini.
2. Il francone meridionale di trova a nord-est della linea Hus-Haus (parola per "casa") e ha quindi sviluppato il cosiddetto "dittongo bavarese" comune alla maggior parte dei dialetti alto-tedeschi, mentre i dialetti a sud-est di essa utilizzano le più conservative forme monottonghe Hüs (in Alsaziano) e Hus (nel resto del basso alemanno).
3. Il francone meridionale si distingue dal francone orientale per la propria collocazione o ovest della linea fest-fescht (parola per "fissare, stringere") e presenta quindi la palatalizzazione di s in sch davanti a consonante plosiva anche nel mezzo della parola, e non solo all'inizio come il resto dialetti tedeschi (un parlante francone meridionale pronuncerà quindi la parola Schwester (sorella) come Schweschter). Questo fenomeno accomuna il francone meridionale con il palatino e con la totalità delle parlate alemanne, che sono gli unici altri dialetti tedeschi a presentare questo tratto.
4. Il francone meridionale è separata dai dialetti franconi renani dalla linea di Spira, detta anche linea Appel-Apfel (parola per "mela"), e presenta quindi, come il tedesco standard, l'affricazione o fricativizzazione delle consonanti plosive germaniche.

Proprio quest'ultima caratteristica ha fatto sì che il francone meridionale venisse tradizionalmente classificato tra le lingue tedesche superiori. Tuttavia, dal punto di vista della mutua intelligibilità e della struttura sintattica, il francone meridionale si presenta molto più affine al tedesco palatino e alle lingue franconi renane in generale, risultando molto più comprensibile per un parlante di queste ultime che non per un locutore del francone orientale o, soprattutto, del tedesco alemanno. Ciò rende l'esatta classificazione di questo gruppo dialettale particolarmente complessa e dibattuta in ambito linguistico (vedi sotto la sezione Classificazione).

### Altre caratteristiche
Altri tratti considerati tipici dei dialetti franconi meridionali sono:
1. La perdita di diversi suffissi alto-tedeschi nei sostantivi (Wage invece di Wagen)
2. l'assimilazione delle plosive sonore dopo consonante nasale (Hemm invece di Hemd e Kinner invece di Kinder)
3. La lenizione di t a d in alcuni contesti (Drakdor invece di Traktor e Düte/Dudde invece di Tüte)
4. L'uso degli articoli determinativi da, d', 's invece degli standard der, die, das
5. La realizzazione del dittongo tedesco "ei" (/aɪ̯/) come "ai" (/ɑɪ̯/) o "oi" (/ɔɪ̯/), con una forte variazione da comune a comune
6. La lenizione di b a w in posizione intervocalica o dopo consonante liquida (presente solo nelle varietà settentrionali)
7. La fricativizzazione di g a ch in posizione intervocalica o in fine di parola (solo in alcune varietà)

Una frase spesso utilizzata in tedesco per riconoscere un parlante francone meridionale, poiché utilizza diversi dei fenomeni sopraelencati, è die Kinder halten die Äpfel fest (i bambini tengono strette le mele), pronunciata da un francone meridionale come d’ Kinner halte d’ Äpfel fescht.
Per riconoscere invece la tipica pronuncia dei dittonghi viene usata la frase Zwei weiche Eier in einer Reihe (due uova sode in una fila), pronunciata da un francone meridionale come Zwoi woiche Oier in oine Roih oppure Zwai waiche Aier in aine Raih.

## Classificazione

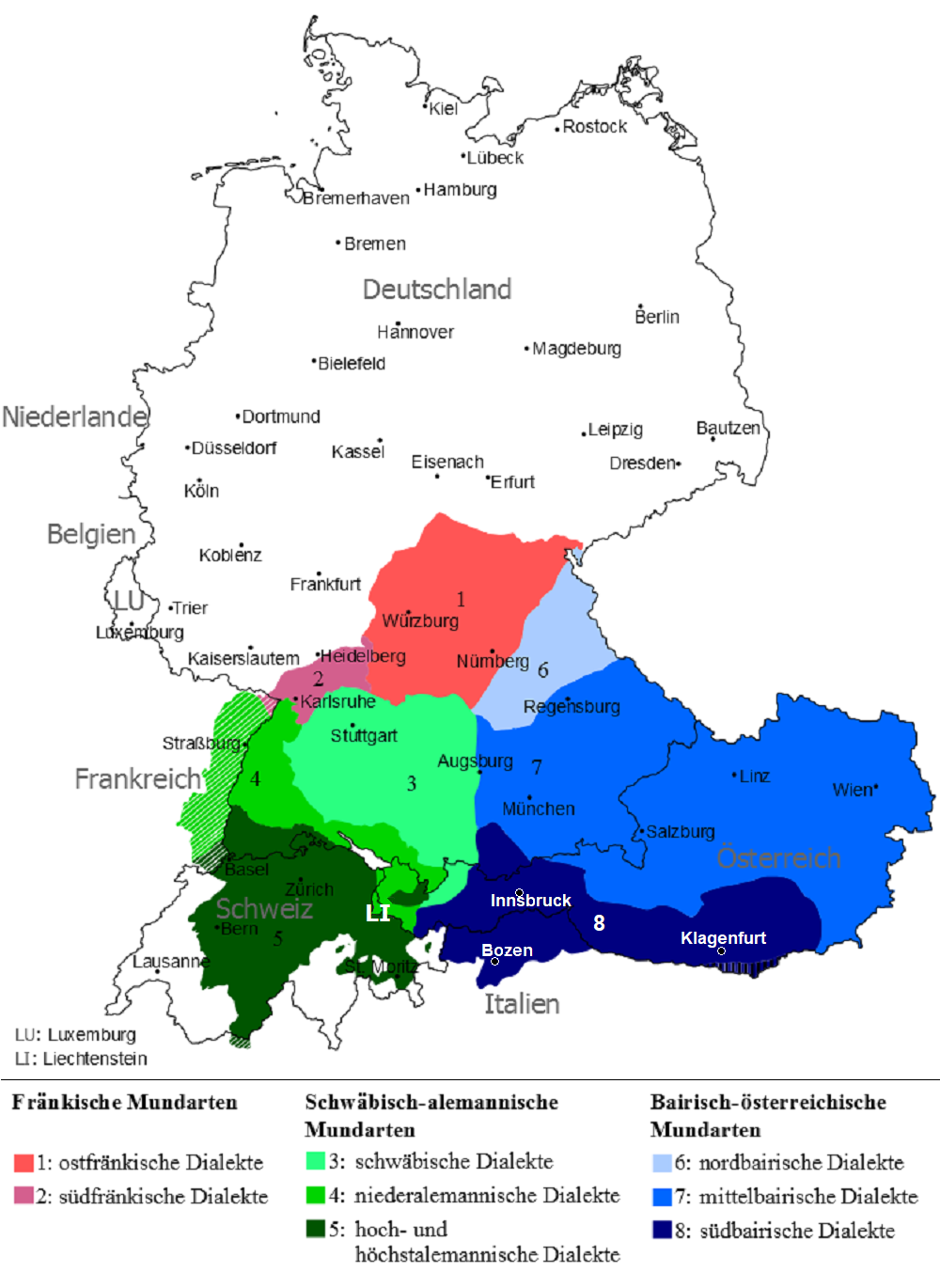
Il francone meridionale nella sua classificazione tradizionale

A causa della sua posizione a sud della line di Spira (considerata, insieme alla linea di Benrath, la più importante delle isoglosse del mondo germanofono secondo la linguistica tedesca tradizionale), il francone meridionale è stato a lungo classificato tra le lingue tedesche superiori, spesso accorpato in un gruppo francone superiore insieme al francone orientale o persino considerato direttamente una variante di quest'ultimo. L'esistenza del gruppo francone superiore fu tuttavia presto messa in discussione e oggi è respinta dalla maggior parte dei linguisti.
Non tutta la comunità linguistica accettò però questa classificazione e, specialmente nella letteratura accademica più recente (che assegna un peso minore alle grandi isoglosse tradizionali), si è fatta sempre più strada l'idea che il francone meridionale sia in realtà da ascriversi piuttosto alle lingue franconi renane (facenti parte del tedesco centrale occidentale)  con caratteristiche di transizione verso il tedesco superiore. Alcuni arrivano addirittura a classificarlo non come un dialetto autonomo ma come un sottodialetto del gruppo tedesco palatino.
Il dibattito linguistico sull'esatta classificazione di questo gruppo dialettale è tuttora aperto e non ha ancora trovato una soluzione condivisa. Di seguito è riportato uno schema riassuntivo delle due possibili classificazioni.
| Classificazione tradizionale | Classificazione alternativa |
| --- | --- |
| - Lingue indoeuropee - Lingue germaniche - Lingue germaniche occidentali - Lingue erminoniche - Lingue alto-tedesche - Lingue tedesche superiori - Lingue franconi superiori - Dialetto francone meridionale | - Lingue indoeuropee - Lingue germaniche - Lingue germaniche occidentali - Lingue erminoniche - Lingue alto-tedesche - Lingue tedesche centrali - Lingue tedesche centrali occidentali - Lingue franconi renane - Dialetto francone meridionale |